# Marco Wentzel
Pour les articles homonymes, voir Wentzel.
Pas d'image ? Cliquez ici

a Compétitions nationales et continentales officielles uniquement.

b Matchs officiels uniquement.
Dernière mise à jour le 17 septembre 2018.
 Marco Wentzel, né le 6 mai 1979 à George (Afrique du Sud), est un joueur de rugby à XV qui a joué avec l'équipe d'Afrique du Sud. Il évolue au poste de deuxième ligne (2 m pour 108 kg).

## Carrière

### En club et province
Il a disputé 4 matchs de Coupe d'Europe de rugby à XV en 2004-05 et 6 en 2005-06 avec Benetton Trèvise. Il a joué le Currie Cup en 2005 avec les Free State Cheetahs.

### En équipe nationale
Il a disputé son premier test match le 9 novembre 2002 contre l'équipe de France. Son dernier test match fut contre l'équipe d'Écosse, le 16 novembre 2002.

## Palmarès
- 2 test matchs avec l'équipe d'Afrique du Sud